# LDLO
In tossicologia, LDLO è un acronimo che sta per Lethal Dose LOw e indica la minima quantità di un dato composto chimico che, per una specifica specie animale, risulta mortale secondo i test. Solitamente è espressa in mg su kg di peso corporeo.